# Expédition de Dhat al-Riqa
Expédition de Dhat al-Riqa se déroula en octobre 625 AD, 5AH, du Calendrier Islamique mais certains érudits musulmans croient qu’il s’est déroulé après la bataille de Khaybar en l'an 627, c’est-à-dire 7 AH du Calendrier Islamique. Les versets Coraniques 5:11 et 4:101 sont liés à cet événement,.